# Schefflera singularis
Schefflera singularis är en araliaväxtart som beskrevs av Benjamin Clemens Masterman Stone. Schefflera singularis ingår i släktet Schefflera och familjen araliaväxter. Inga underarter finns listade.